# 독발오고
독발오고(禿髮烏孤, ? ~ 399년, 재위：397년 ~ 399년)는 중국 오호 십육국 시대 남량(南凉)의 초대 군주이다. 묘호는 열조(烈祖), 시호는 무왕(武王)이다.

## 생애
독발오고는 선비족 독발부 출신으로 아버지는 독발사복건(禿髮思復鞬)이다. 독발부는 대대로 양주(凉州) 남부(칭하이성 북동부)에서 거주하였는데 380년대에 후량(後凉)이 건국되자 이에 대항하였다. 당시 양주에는 전량(前凉)의 장씨(張氏) 왕가 출신이었던 장대예(張大豫)가 후량에 맞서 난을 일으켰는데 독발부는 이를 지원하였다. 그러나 387년에 장대예의 난이 진압되자 독발부는 세력이 약화되었다. 394년에 독발사복건이 죽자 독발오고가 독발부의 수장이 되었다.
독발오고는 후량의 작위를 받아 관군대장군·하서선비대도통(冠軍大將軍·河西鮮卑大都統)에 임명되었다. 395년에는 칭하이 성의 황수(湟水)유역으로 공격해 들어가 선비족 을불부(乙弗部), 절굴부(折掘部)를 무너뜨리고 염천보(廉川堡)를 쌓아 근거지로 삼았다. 396년에 후량의 여광이 대량천왕(大凉天王)에 즉위하자 독발오고는 이에 반발해 후량의 관직을 받지 않고 독립하였다. 397년, 독발오고는 서평왕(西平王)을 자칭하고 후량을 공격하여 금성(金城)을 점령하였다. 일반적으로 이때부터 남량이 건국된 것으로 본다.
이 무렵 후량의 양주에서는 반란이 잇따라 북량(北凉)이 건국되고 수도 고장(姑臧)에서는 곽논(郭黁)이 봉기하는 등 극심한 혼란 상태에 있었다. 독발오고는 곽논의 봉기에 호응하여 원군을 파견하였으며, 398년에는 서평(西平) 지역의 강족 양기(梁饑)를 격파하여 세력을 확대하였다. 12월에는 무위왕(武威王)을 자칭하였다. 399년, 독발오고는 수도를 낙도(樂都;현재 청해성 낙도현)로 옮기고 후량과 대립하였으나 6월, 술에 취해 낙마하여 사망하였다.

## 참고 문헌
- 《자치통감(資治通鑑)》
- 《진서(晉書)》

| 전임 - | 제1대 왕 397년 ~ 399년 | 후임 독발리록고(禿髮利鹿孤) |